# Шопа (Поморське воєводство)
Шопа (пол. Szopa) — село в Польщі, у гміні Сераковиці Картузького повіту Поморського воєводства.
Населення — 281 особа (2011).
У 1975-1998 роках село належало до Гданського воєводства.

## Демографія
Демографічна структура станом на 31 березня 2011 року:
|          | Загалом | Допрацездатний вік | Працездатний вік | Постпрацездатний вік |
| -------- | ------- | ------------------ | ---------------- | -------------------- |
| Чоловіки | 149     | 44                 | 93               | 12                   |
| Жінки    | 132     | 29                 | 77               | 26                   |
| Разом    | 281     | 73                 | 170              | 38                   |